# Dianthoseris
Dianthoseris là một chi thực vật có hoa trong họ Cúc (Asteraceae).

## Loài
Chi Dianthoseris gồm các loài: